# Tractus thyréoglosse

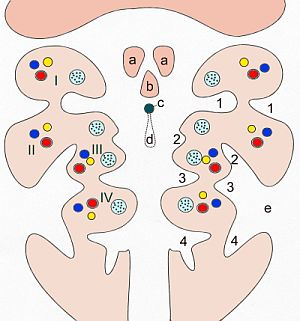
Schéma des arcs branchiaux. I-IV branchial arches, 1-4 poches branchiales (intérieur) et/ou fentes branchiales (extérieur)
a Tuberculum laterale
b Tuberculum impar
c Foramen caecum
d Tractus thyréoglosse
e Sinus cervicalis

Le tractus thyréoglosse est une structure anatomique embryonnaire formant une connexion entre la zone initiale du développement de la glande thyroïde et sa position finale. Il s'étend de la base de la langue jusqu'à l'isthme thyroïdien.
Chez le fœtus, la glande thyroïde commence à se développer à partir d'un bourgeon de cellules endodermiques naissant près de la racine de la langue, dans l'oropharynx, et descend vers sa position finale en suivant un trajet à travers la zone comprenant la langue, l'os hyoïde et les muscles du cou. La connexion entre sa position initiale et sa position finale donne le tractus thyréoglosse. Dans la plupart des cas, ce conduit s'atrophie et se ferme avant la naissance en donnant le foramen caecum, mais il peut rester ouvert chez certaines personnes.

## Signification clinique
Un tractus thyréoglosse qui ne se ferme pas et donc persiste est appelé canal de Bochdalek et peut conduire à la formation d'un kyste du tractus thyréoglosse.